# Leupold Scharnschlager
Leupold Scharnschlager o Leupold der Seifensieder (Tirol, 1485 - Ilanz, 1563) fue un líder anabaptista.

## Biografía
Tenía una finca en Hopfgarten im Brixental, distrito de Kitzbühel. En 1530 fue desterrado de allí, como castigo por haberse unido a los anabaptistas y su finca fue confiscada un año después. Scharnschlager, su esposa y su hija vivieron en Estrasburgo desde 1530 hasta 1534, cuando también fueron expulsados de esa ciudad. Scharnschlager se destacó como polemista, tanto en Estrasburgo frente a Melchior Hoffman, como en sus viajes posteriores organizando comunidades cristianas anabaptistas. Se sabe que en 1538 vivía en Moravia.
Tras haber sido expulsado de Baviera, desde 1546 se instaló en Ilanz, en el cantón de los Grisones, donde pudo vivir dos décadas con tranquilidad con su esposa, escribir y dirigir una congregación local, después de años de persecuciones.

## Obra
En 1542 escribió Confesiones (Bekenntnisse), conjuntamente con Pilgram Marpeck. El mismo año fue coautor con Marpeck de Amonestación (Vermahnung) y entre 1544 y 1546 de Responsabilidad (Verantwurtung) una polémica con Kaspar Schwenkfeld. Se han encontrado además escritos suyos en el Kunstbuch de los anabaptistas, entre los cuales están:
- "¿Cuándo puede un cristiano desempeñar un cargo de gobierno?"
- "Para los hermanos de los Grisones y Appenzell: amonestación y consuelo"
- "A Martin Plaickhner en Chur: consuelo del amor de Dios"
- "Para todos los verdaderos creyentes, especialmente los de Alsacia: de la verdadera fe y la salvación común en Cristo"